# Musée d'archéologie (Antibes)

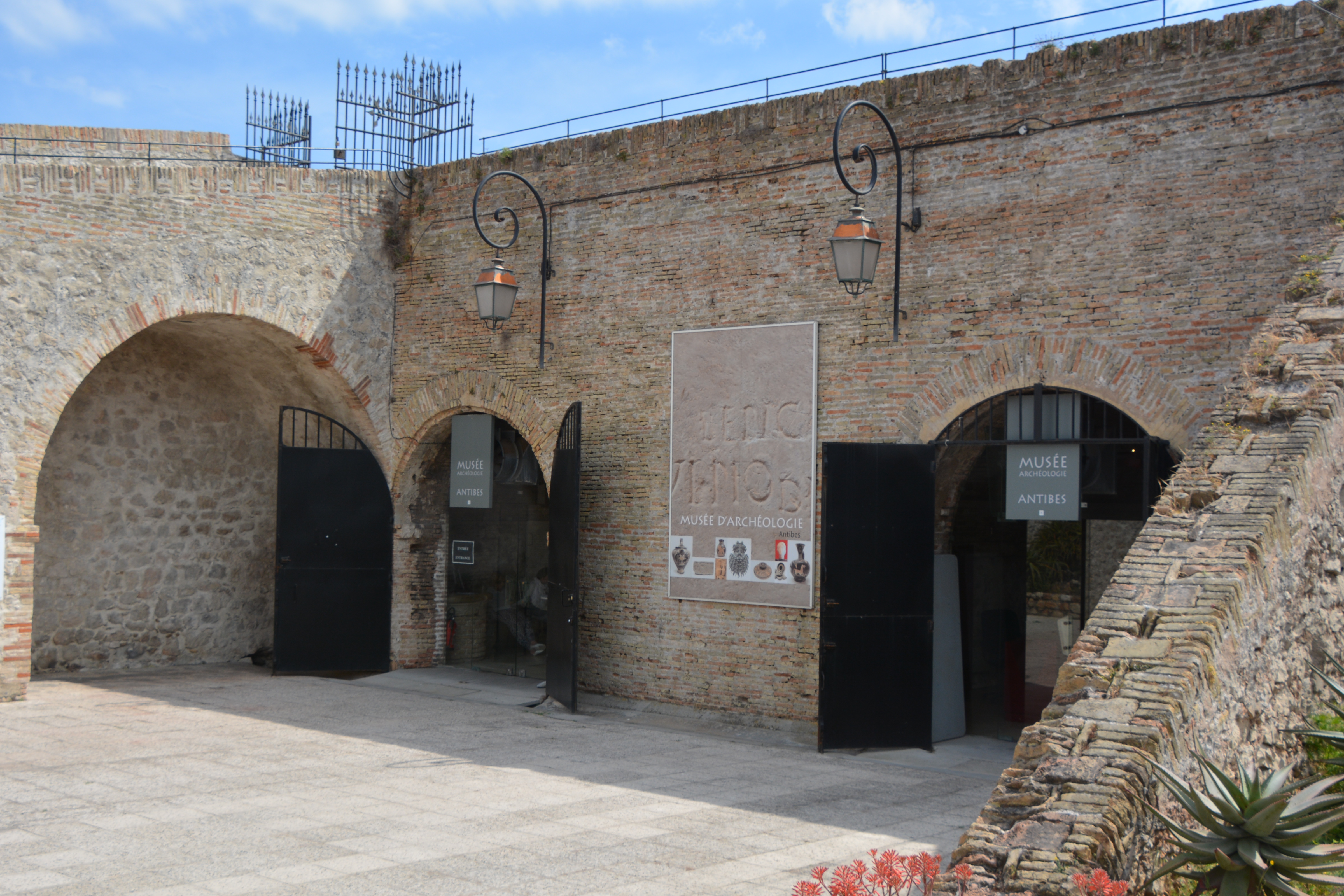
Musée d'archéologie, entré

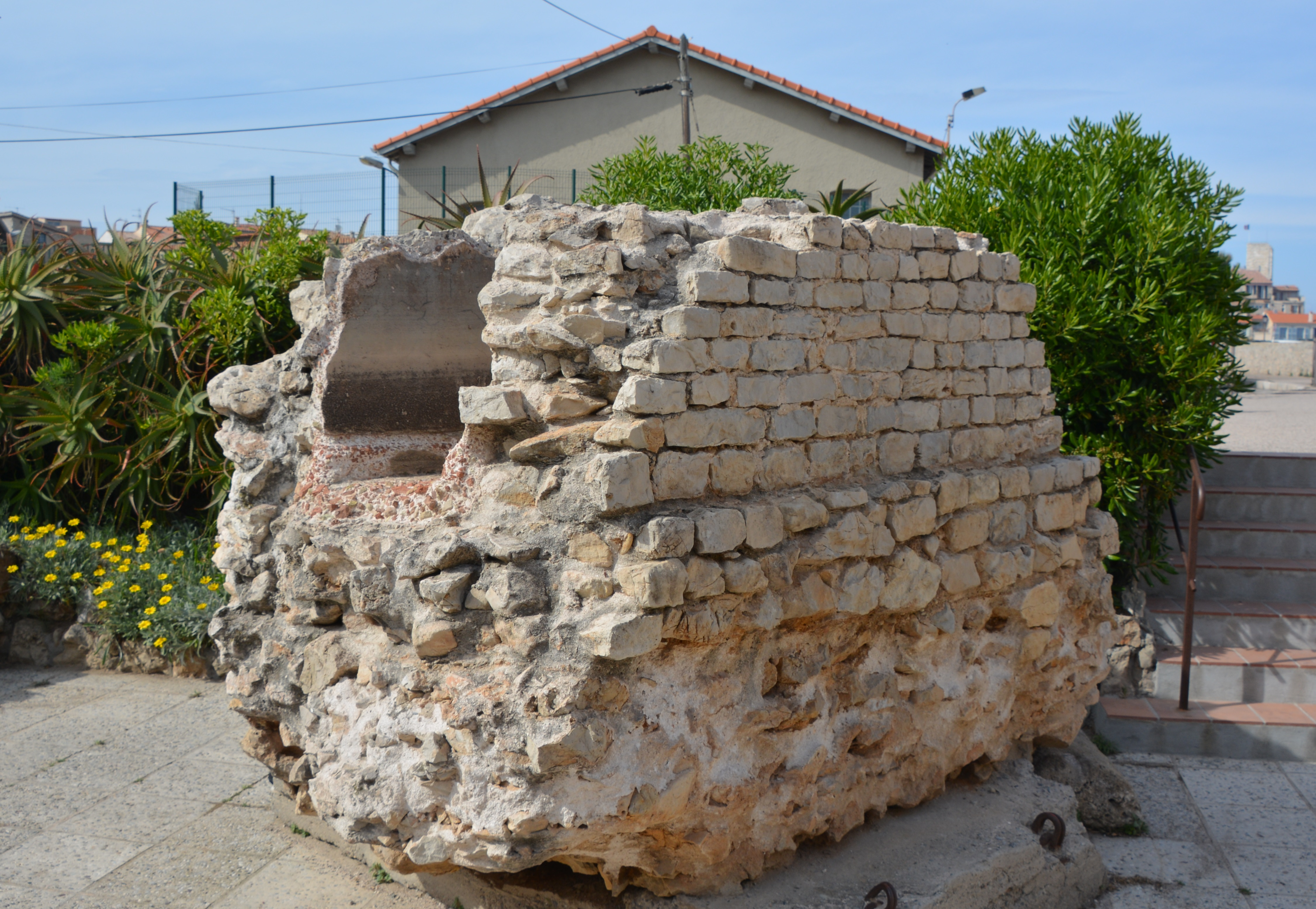
Bit av Fontvielle-akvedukten

Musée d'archéologie är ett franskt kommunalt arkeologiskt museum i Antibes.
Musée d'achéologie visar arkeologiska lokala fynd från själva staden Antibes och dess närmaste omgivningar, bland annat från den romerska kustbosättningen Vaugrenier fem kilometer norr om staden. Museet ligger i den tidigare bastionen Saint-André, som utgjorde den mest sydliga delen av staden Antibes försvarsanläggningar från slutet av 1600-talet fram till förra sekelskiftet. Museet invigdes 1963 och har utrymmen i två restaurerade underjordiska valv i bastionen, som tidigare varit refektorium för bastionens besättning.

## Historik
Museets samlingar började byggas upp 1928 av läraren i franska och klassiska språk Romuald Dor de la Souchère. De kommer från utgrävningar av framför allt romerska lämningar och från marinarkeologiska undersökningar av de gamla hamnarna i bukten Anse Saint-Roch, numera Port Vauban.
Samlingarna ingick i Antibes första historiska och arkeologiska museum, som under ledning av Romault Dor de la Souchère inrättades i Chateau Grimaldi, vilket senare utnyttjades för Musée Picasso.

## Samlingarna
Museet har artefakter från stadens tidiga etruskiska bosättare och från den grekiska perioden under stadsnamnet Antipolis, men framför allt från epoken som stad i det romerska riket i provinsen Galla transalpina, senare Gallia Narbonensis, från 100-talet före Kristus. Antipolis utvecklades då till en blomstrande handelshamnstad, vilket bland annat innebar att ett stort antal sjunkna handelsskepp kunde återfinnas i havet nära Antibes.
På museet finns bland annat en milsten, som grävdes fram strax utanför Antibes 1955. Milstenen är från Via Aurelia, som passerade Antipolis, och är från 305-306 och har inskriften:

 IMPP CAESS 
FL VAL COSTANTIO ET  
 GAL VAL MAXIMIA 
 NO PIIS FEL INV AUGG  
 ............... ET 
GAL VAL MAXIMINO 
NOBILISS CAESS 
I ...
Imperatoribus Caesaribus duobus
Flavio Valerio Constantio et 
 Galerio Valerio Maximia)
no Piis Felicibus Invictus Augustis duobus 
 [Flavio Valerio Severo] et
Galerio Valerio Maximino
nobilissimis Caesaribus duobus 
[millia passuum] I
På milstenens rad 5 har namnet på kejsaren Flavius Valerius Severus hackats bort efter det att han mördats av sin medkejsare Maximinus Daia år 307.
Utanför museets ingång finns uppställd ett fragment av Aqueduc Fontvielle, en av de två identifierade akvedukter som ledde vatten till staden.